# آویملک

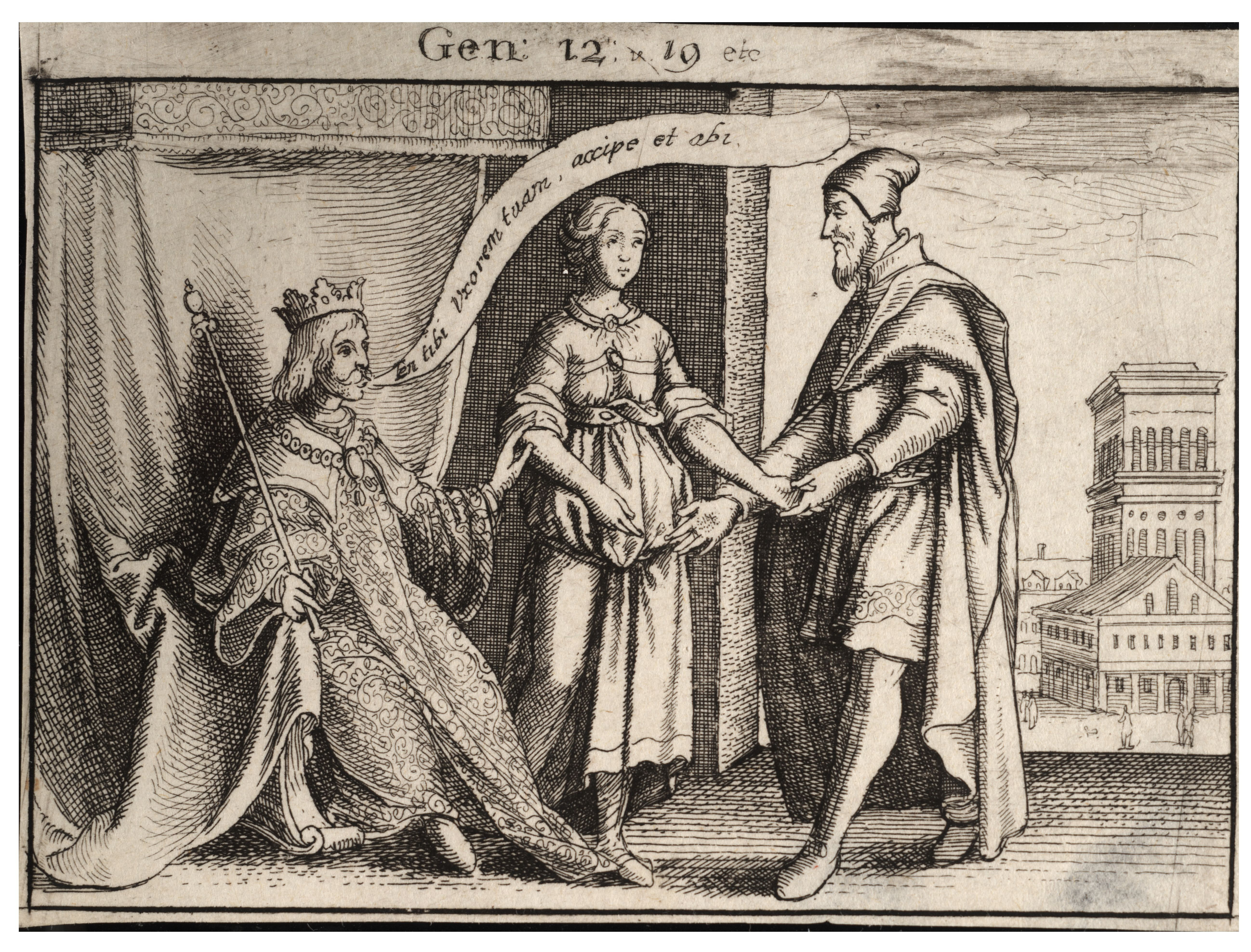
آویملک

ابیملک یا آویملک (انگلیسی: Abimelech) نام عمومی بود که به همه پادشاهان فلسطینی در کتاب مقدس عبری از زمان ابراهیم تا شاه داوود داده شد. در کتاب داوران، ابیملک، پسر جدعون، از قبیله منسی، پس از مرگ پدرش پادشاه شیخیم اعلام شد.